# Біллі Кобем
Біллі Кобем (англ. Billy Cobham) — американський барабанщик, відомий як сольною творчістю, так і співпрацею з Майлзом Девісом, The Mahavishnu Orchestra, Grateful Dead та іншими виконавцями. Вважається найкращим барабанщиком у жанрі джаз-ф'южн.

## Життєпис
Вільям Еммануель Кобем народився 16 травня 1944 року в Панамі. Коли Біллі було три роки, родина переїхала до Нью-Йорку, США. Він з дитинства спостерігав за тим, як його брат грає на перкусії, і у восьмирічному віці вперше виступив разом з батьком. Біллі Кобем грав у шкільному ансамблі, а після закінчення престижної нью-йоркської музичної школи 1962 року протягом трьох років був перкусіоністом в колективі збройних сил США.
Наприкінці 1960-х років Кобем грав в джаз-бенді американського піаніста Гораса Сільвера та гастролював з іншими тогочасними джазменами. 1969 року він залишив Сільвера та доєднався до джаз-рокового гурту Dreams, а після цього грав у джаз-ф'южн-ансамблі Майлза Девіса, записавши з ними такі альбоми, як Live-Evil та A Tribute to Jack Johnson.
На початку 1970-х років Кобем залишив гурт Девіса разом із гітаристом Джоном Маклафліном. Невдовзі вони доєдналися до рок-ф'южн-гурту The Mahavishnu Orchestra, з яким працювали з 1971 по 1973 роки, записавши альбоми The Inner Mounting Flame та Birds of Fire. Після розпаду Mahavishnu Кобем створив власний гурт Spectrum, в якому грав із такими музикантами, як Джон Скофілд, Томмі Болін, Джон Аберкромбі та Джордж Дюк. Перший альбом Spectrum 1973 року вийшов на лейблі Atlantic, але 1977 року Кобем підписав контракт із лейблом CBS, де грав більш популярну та комерційно-орієнтовану музику. Окрім власних альбомів, Кобем брав участь в записі платівок інших виконавців як сесійний музикант.
У 1980-ті роки Кобем виступав з Grateful Dead та Джеком Брюсом, а також грав у колективі телевізійного шоу Saturday Night Live. 1982 року він заснував проєкт Bobby & the Midnites з музикантами Grateful Dead, а пізніше випустив низку альбомів у складі квартету The Glass Menagerie. Інструментальна композиція «Zanzibar Breeze» з альбому Кобема Power Play (1986) була номінована на «Греммі».
У 1990-ті Кобем багато співпрацював з музикантами з інших країн, надихаючись етнічною музикою. Його альбом The Traveler був написаний під впливом перебування в Бразилії. 1996 року він заснував акустичний проєкт Nordic з норвезькими музикантами, 1997 року — німецький ф'южн-гурт Paradox, а 1998 виконував кавер-версії пісень Grateful Dead в джазовому стилі в проєкті Jazz is Dead.
Протягом 2000-х років на лейблі In + Out вийшли платівки Кобема Culture Mix (2002) та Art of Four (2006). Він також співпрацював із колишніми колегами по Mahavishnu Orchestra та Spectrum, та видав чотири збірки серії Drum 'n' Voice.